# John So
John Chun Sai So (Hongkong, 2 oktober 1946) is een Chinees-Australische politicus en ondernemer, die tussen 2001 en 2008 de burgemeester van Melbourne was. Hij was de eerste burgemeester die direct gekozen werd, zijn voorgangers werden gekozen door de gemeenteraad. So werd in 2004 met een ruime voorsprong op zijn tegenstanders herkozen en diende uiteindelijk zeven en een half jaar, waarmee hij de langstzittende burgemeester van de stad is. In 2008 maakte So bekend zich niet verkiesbaar te stellen voor een derde termijn.

## Biografie
So werd in Hongkong geboren, uit een familie uit Shunde. Op z'n zeventiende verhuisde So naar Melbourne, om aan de University High School zijn opleiding af te ronden. Vervolgens behaalde So de Bachelor of Science en het Diploma of Education (lerarendiploma) aan de Universiteit van Melbourne. Na het afronden van zijn studie gaf So enkele jaren les in natuurkunde op de Fitzroy High School. In 1973 betrad hij echter de zakenwereld. Later zou hij politieke functies bekleden, alvorens hij in 1991 zitting nam in de gemeenteraad van Melbourne. In 1999 kwam So één stem tekort voor het burgemeesterschap. Twee jaar later werden burgemeester Peter Costigan, de locoburgemeester en raadsleden afgezet door de Victoriaanse overheid, wegens een interne machtsstrijd. Hierna werd besloten tot directe verkiezingen door het volk, in plaats van door de gemeenteraad, om de positie van de burgemeester te versterken. Bij deze verkiezingen wist So wel te winnen van Costigan. Onder So's bewind werden o.a. de Gemenebestspelen van 2006 gehouden, de renovatie van het belangrijkste winkelgebied (Bourke Street Mall) en de uitbreiding van het stadhuis met het Council House 2 gerealiseerd.

## Trivia
- So won in 2006 de World Mayor Award, gevolgd door de Amsterdamse burgemeester Job Cohen en Harrisburgse Stephen Reed.
- Voor zijn verdiensten als burgemeester ontving So in 2007 een eredoctoraat van de Victoria University.